# Claudia Acte
Claudia Acte, död efter år 64, var älskarinna till kejsar Nero.
Hon var från Mindre Asien och ursprungligen slav till antingen kejsar Claudius eller dennes dotter Claudia Octavia.  Hon blev senare frigiven. Claudia Acte och Nero hade ett tre år långt förhållande åren 55-57. Nero var uppriktigt förälskad och försökte förfalska hennes bakgrund för att göra det möjligt att gifta sig med henne.  
År 55 uppmuntrade Seneca den yngre med framgång Nero och Acte att återuppta sitt förhållande. Seneca uppfattade Acte som ett ofarligt sexuellt alternativ för Nero utanför äktenskapet med den politiskt värdefulla Octavia. Seneca ville också motarbeta den nära relationen mellan Nero och hans mor 
Agrippina den yngre, något Acte också framgångsrikt lyckades göra: Acte uppskattas ha motarbetat Agrippinas inflytande över både sin son och politiken, och varit delaktig i mordet på Agrippina. 
Claudia Acte fick gods av Nero och kunde efter hans död dra sig tillbaka till ett bekvämt och förmöget liv. Hon ska ha sett till att han fick en traditionell romersk begravning. 
Hon var en av en rad inflytelserika älskarinnor till romerska kejsare som är kända, jämsides med Marcia Aurelia Ceionia Demetrias, Antonia Caenis och Galeria Lysistrate.  